# 영어 점자

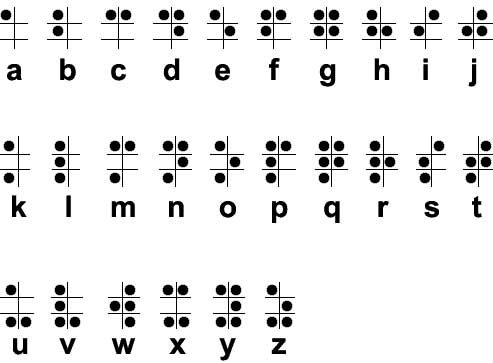
영어 점자

영어 점자(英語點字)는 영어 알파벳을 점자로 표현하기 위해 만든 것이다. 영어 점자는 1824년에 루이 브라유가 야간 문자에서 영감을 얻어 만든 6개의 셸로 되어 있는 점자다.

## 기호
| 영어 | 로마자표 | 대문자표 | A | B | C | D | E | F | G | H | I | J | K | L |
| 점자 | ⠴        | ⠠        | ⠁ | ⠃ | ⠉ | ⠙ | ⠑ | ⠋ | ⠛ | ⠓ | ⠊ | ⠚ | ⠅ | ⠇ |
| 영어 | M        | N        | O | P | Q | R | S | T | U | V | W | X | Y | Z |
| 점자 | ⠍        | ⠝        | ⠕ | ⠏ | ⠟ | ⠗ | ⠎ | ⠞ | ⠥ | ⠧ | ⠺ | ⠭ | ⠽ | ⠵ |

## 같이 보기
- 점자